# Amphoe Buachet
Amphoe Buachet (Thai: อำเภอ บัวเชด) ist ein Landkreis (Amphoe – Verwaltungs-Distrikt) im Südosten der Provinz Surin. Die Provinz Surin liegt in der Nordostregion von Thailand, dem so genannten Isan.

## Geographie
Amphoe Buachet grenzt an die folgenden Distrikte (von Westen im Uhrzeigersinn): an Amphoe Sangkha in der Provinz Surin, an die Amphoe Khukhan und Phu Sing der Provinz Si Sa Ket, sowie an die Provinz Oddar Meancheay von Kambodscha.

## Geschichte
Buachet wurde am 21. August 1978 zunächst als „Zweigkreis“ (King Amphoe) eingerichtet, indem die drei Tambon Buachet, Sadao und Charat vom Amphoe Sangkha abgetrennt wurden. Am 27. Juli 1984 wurde er zum Amphoe heraufgestuft.

## Verwaltung

### Provinzverwaltung
Der Landkreis Buachet ist in sechs  Tambon („Unterbezirke“ oder „Gemeinden“) eingeteilt, die sich weiter in 68 Muban („Dörfer“) unterteilen.
| Nr. | Name        | Thai    | Muban | Einw. |
| --- | ----------- | ------- | ----- | ----- |
| 1.  | Buachet     | บัวเชด   | 13    | 9.424 |
| 2.  | Sadao       | สะเดา   | 12    | 6.091 |
| 3.  | Charat      | จรัส     | 12    | 7.046 |
| 4.  | Ta Wang     | ตาวัง    | 10    | 6.090 |
| 5.  | A Phon      | อาโพน   | 11    | 6.865 |
| 6.  | Samphao Lun | สำเภาลูน | 10    | 4.677 |

### Lokalverwaltung
Es gibt eine Kommune mit „Kleinstadt“-Status (Thesaban Tambon) im Landkreis:
- Buachet (Thai: เทศบาลตำบลบัวเชด), bestehend aus Teilen des Tambon Buachet.

Außerdem gibt es sechs „Tambon-Verwaltungsorganisationen“ (องค์การบริหารส่วนตำบล – Tambon Administrative Organizations, TAO):
- Buachet (Thai: องค์การบริหารส่วนตำบลบัวเชด)
- Sadao (Thai: องค์การบริหารส่วนตำบลสะเดา)
- Charat (Thai: องค์การบริหารส่วนตำบลจรัส)
- Ta Wang (Thai: องค์การบริหารส่วนตำบลตาวัง)
- A Phon (Thai: องค์การบริหารส่วนตำบลอาโพน)
- Samphao Lun (Thai: องค์การบริหารส่วนตำบลสำเภาลูน)